# Селимович, Вахид
Вахид Селимович (англ. Vahid Selimović; 3 апреля 1997, Люксембург) — люксембургский футболист, защитник греческого ОФИ и сборной Люксембурга.

## Клубная карьера
Селимович начал заниматься футболом с ранних лет. В возрасте 8 лет он поступил в футбольную школу французской команды «Мец» и провел с ним всю свою молодость. Спустя 11 лет 4 июля 2016 года подписал свой первый профессиональный контракт. Селимович дебютировал в профессиональной карьере за ФК «Мец» в матче против «Анже» 12 декабря 2017 года.
В январе 2019 года он подписал двухлетний контракт с кипрским «Аполлоном» из Лимасола.

### Карьера в сборной
Вахид Селимович начал свою международную карьеру в молодёжных составах сборной Сербии, но имея люксембургское гражданство решил выступать на взрослом уровне за сборную Люксембург. 2 июня 2019 года дебютировал за сборную Люксембурга, выйдя в основном составе, и забил гол в конце товарищеского матча против сборной Мадагаскара.
| № | Дата        | Оппонент   | Счёт | Голы  | Передачи | Карточки | Минуты | Соревнование             |
| - | ----------- | ---------- | ---- | ----- | -------- | -------- | ------ | ------------------------ |
| 1 | 2 июня 2019 | Мадагаскар | 3:3  | 90+1′ | —        | —        | 90'    | Товарищеский матч        |
| 2 | 7 июня 2019 | Литва      | 1:1  | —     | —        | —        | 90'    | Отбор ЧЕ-2020 (группа В) |

Итого: сыграно матчей: 2 / забито мячей 1; победы: 0, ничьи: 2, поражения: 0.